# 桃川若燕
桃川 若燕（ももかわ じゃくえん）は、講釈師の名跡。

## 初代
後の2代目桃川如燕。

## 2代目
1875年12月22日 - 1947年9月8日。本名、中島 留五郎。東京府出身。
1885年頃、初代放牛舎桃林に入門し、桃甫、桃条を経て、三年舎桃栗と名乗る。初代桃林没後、2代目桃川如燕門に移り、1899年に2代目桃川若燕を襲名。1904年、日露戦争に出征し、乃木希典の従卒となる。帰国後、その体験談を語った「日露戦争談」や「乃木将軍」で評判となった。1925年、講談組合副頭取となる。1933年9月頃、中風が原因で言語不能となり、高座に復帰するも再起はならなかった。1940年、桃川如燕を襲名すると報道されるが、ついに実現しなかった。

## 3代目
1900年4月25日 - 1959年4月18日。本名、寺田善四郎。東京都中央区生まれ。
大東文化学院を中退し、1925年5月、2代目桃川若燕に入門し、桃川若秀を名乗る。1930年3月1日、2代目桃川燕を名乗る。1940年に桃川東燕と改名し、1952年4月、3代目桃川若燕を襲名する。1959年4月18日早朝、狭心症のため急逝した。
講談に対する情熱の盛んな人で、戦後茨城県の取手に住み劣悪な交通事情下に、連日満員電車で2時間かけて上野の本牧亭に出演したという。